# Ștefan Kroner
Ștefan Kroner (n. 30 mai 1939, Sighișoara, Mureș, România) este un fost jucător român de polo pe apă. A concurat la Jocurile Olimpice de vară din 1960 și la la Jocurile Olimpice de vară din 1964.
A fost membru al clubului sportiv „Dinamo București” al Ministerului Afacerilor Interne și a avut gradul de locotenent major (în 1968).

## Distincții
- Ordinul „Meritul Sportiv” clasa a III-a (8 mai 1968) „pentru contribuția deosebită adusă la dezvoltarea mișcării de cultură fizică și sport și pentru merite deosebite în activitatea sportivă de performanță, cu prilejul împlinirii a 20 de ani de la înființarea Clubului sportiv «Dinamo»-București al Ministerului Afacerilor Interne”[2]